# Medaglia al valore Miloš Obilić

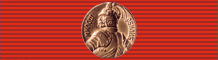
Medaglia al valore Miloš Obilić

La medaglia al valore (in serbo Медаља за храброст?, Medalja za hrabrost), meglio nota come medaglia di Miloš Obilić (in serbo Медаља Милоша Обилића?, Medalja Miloša Obilića) è stata istituita il 12 luglio 1913 da Pietro I di Serbia, e attribuita ai soldati serbi per atti di grande coraggio personale, dimostrato sul campo di battaglia. La medaglia ha due gradi (d'oro e d'argento).
L'assegnazione di questa medaglia ha preso il via durante le guerre balcaniche, ha continuato durante la prima guerra mondiale del 1914-1918, e durante la seconda guerra mondiale del 1941-1945, ai membri dell'esercito jugoslavo, e membri delle forze alleate.
Sul fronte della medaglia è raffigurato Miloš Obilić, cavaliere medievale serbo considerato un modello di coraggio e onore, ucciso durante la battaglia del Campo dei Merli nel 1389, dopo aver ucciso il sultano turco Murad I.  Da allora, Obilić è diventato un modello di guerriero coraggioso, pronto ad affrontare la sconfitta inevitabile e sacrificare la propria vita. La medaglia al valore è indossata su una barra rossa. L'autore della medaglia era Đorđe Jovanović. La prima medaglia al valore è stata attribuita il 14 novembre 1912.
Nel 2009 la Repubblica di Serbia ha adottato una legge e ha continuato a assegnare la medaglia al valore (2 classi: d'oro e d'argento) e nel 2010 ha esteso il suo nome per includere "Miloš Obilić" (la medaglia al valore "Miloš Obilić").
Nel 2012 la medaglia d'oro è stata attribuita, postuma, a Srđan Aleksić.